# NGC 6124
NGC 6124（Caldwell 75、Melotte 145）は、さそり座の方角に約18600光年離れた位置にある散開星団である。南アフリカで観測旅行中のニコラ・ルイ・ド・ラカーユが1751年に発見した。
この星団は、大きくて明るく、約125個の恒星が見られる。